# Haptodus
Haptodus é um gênero de eupelicossauro do Carbonífero Superior e Permiano Inferior da América do Norte e Europa.

## Espécies
- Haptodus garnettensis Currie, 1977
- Haptodus baylei Gaudry, 1886